# Snooping DHCP
En redes informáticas, el snooping DHCP es una serie de técnicas aplicadas para asegurar la seguridad de una infraestructura DHCP existente.
Cuándo los servidores DHCP están asignando las direcciones IP a los clientes DHCP snooping puede ser configurado en cambios de LAN a la fuerza para dejar clientes con direcciones IP/MAC para tener acceso a la red.

## Descripción
DHCP snooping es una serie de 2 técnicas que aseguran la integridad de IP en una doble capa de dominio cambiado. Trabaja con información de un servidor DHCP para:
- Seguir la ubicación física de anfitriones.
- Asegurarse de que los anfitriones solo utilicen las direcciones de IP que se les fueron asignadas.
- Asegurarse de que solo los servidores DHCP autorizados sean accesibles.

Con el snooping DHCP, solo una Lista blanca de direcciones de IP pueden acceder a la red. La lista blanca está configurada en el switch de puertos, y el servidor DHCP dirige el control de acceso. Solo las direcciones de IP con direcciones MAC específicas en puertos concretos pueden acceder la red IP.
El snooping DHCP también puede impedir a los atacantes añadir su propio servidor DHCP a la red. Un servidor DHCP controlado por un atacante  (Rogue DHCP) podría causar fallo de la red o incluso controlarlo.
El snooping DHCP es un componente importante en la defensa contra ARP spoofing. La seguridad ARP comprueba la dirección IP Source Protocol Address.
- Datos: Q4833221